# Lady Like
Lady Like — дебютный студийный альбом американской кантри-певицы Ингрид Эндресс, вышедший 27 марта 2020 года на лейбле Warner Nashville. Делюксовое издание вышло 2 октября 2020 года. Продюсерами были сама Эндресс (все треки), Zach Abend (трек 4), Sam Ellis (треки 1, 4-8), Jordan Schmidt (трек 2) и AJ Pruis (трек 3).
Альбом и его треки получили три номинации на премию Грэмми-2021, включая Лучший кантри-альбом, Лучший новый исполнитель и Лучшая кантри-песня за альбомный лид-сингл «More Hearts Than Mine».

## Об альбоме
Эндресс подтвердила трек-лист альбома 5 марта 2020 года. Она стала соавтором и сопродюсером всего альбома. В расширенном делюксовом издании есть кавер на «Boys», которую написала Эндресс и которая изначально была записана Charli XCX; «переосмысленная» версия «The Stranger»; новая версия «More Hearts Than Mine» с участием Карен Файрчилд и Кимберли Шлапман из группы Little Big Town; ранее выпущенный трек «Waste of Lime»; плюс один новый трек («Feeling Things»).

## Отзывы
Альбом получил положительные отзывы музыкальной критики и интернет-изданий.
Марло Эшли из Exclaim! оценил альбом на 7 из 10 баллов, заявив, что альбом «по звучанию отличается от стандарта кантри-попа; лирическая правдивость Эндресс добавляет сентиментальности,
которая приглашает вас послушать что-то необычное и заставляет жаждать большего». Силлеа Хоутон из Taste of Country написала, что Эндресс «разумна в текстах, искусна в словах и имеет дерзкий характер», и что она «привносит освежающий голос в музыку кантри». Джастин Кобер-Лейк из Pop Matters также оценил альбом на 7 баллов из 10, написав, что альбом успешен «благодаря сочетанию мастерства написания песен и самобытного звука», и добавив, что «часть этой отчетливости происходит от чистого лирического голоса Эндресс, [который] последовательно выражает единое видение».

## Награды и номинации
| Год  | Ассоциация                       | Категория                      | Работа                  | Результат |
| ---- | -------------------------------- | ------------------------------ | ----------------------- | --------- |
| 2020 | Country Music Association Awards | Song of the Year               | «More Hearts Than Mine» | Номинация |
| 2020 | CMT Music Awards                 | Breakthrough Video of the Year | «More Hearts Than Mine» | Номинация |
| 2020 | Grammy Awards                    | Лучший новый исполнитель       | Herself                 | Номинация |
| 2020 | Grammy Awards                    | Лучшая кантри-песня            | «More Hearts Than Mine» | Номинация |
| 2020 | Grammy Awards                    | Лучший кантри-альбом           | Lady Like               | Номинация |

## Список композиций
| №                   | Название                | Автор(ы)                                       | Длительность |
| ------------------- | ----------------------- | ---------------------------------------------- | ------------ |
| 1.                  | «Bad Advice»            | Ingrid Andress Derrick Southerland Jamie Moore | 3:27         |
| 2.                  | «Both»                  | Andress Southerland Jordan Schmidt             | 3:23         |
| 3.                  | «We're Not Friends»     | Andress Southerland AJ Pruis Nate Cyphert      | 3:12         |
| 4.                  | «The Stranger»          | Andress Ryan Lafferty                          | 3:11         |
| 5.                  | «Anything but Love»     | Andress Jamie Floyd Zach Abend                 | 3:32         |
| 6.                  | «More Hearts Than Mine» | Andress Sam Ellis Southerland                  | 3:34         |
| 7.                  | «Life of the Party»     | Andress Jason Yik Nam Wu Jesse Thomas          | 2:56         |
| 8.                  | «Lady Like»             | Andress Southerland Ellis                      | 3:14         |
| Общая длительность: | Общая длительность:     | Общая длительность:                            | 26:29        |

| №   | Название                                                                            | Автор(ы)                                                               | Длительность |
| --- | ----------------------------------------------------------------------------------- | ---------------------------------------------------------------------- | ------------ |
| 1.  | «Feeling Things»                                                                    | Andress Wu Trey Campbell                                               | 3:10         |
| 2.  | «The Stranger» (Reimagined)                                                         | Andress Lafferty                                                       | 3:21         |
| 3.  | «Anything but Love»                                                                 | Andress Floyd Abend                                                    | 3:32         |
| 4.  | «We're Not Friends»                                                                 | Andress Southerland Pruis Cyphert                                      | 3:12         |
| 5.  | «Both»                                                                              | Andress Southerland Schmidt                                            | 3:23         |
| 6.  | «More Hearts Than Mine»                                                             | Andress Ellis Southerland                                              | 3:34         |
| 7.  | «Lady Like»                                                                         | Andress Southerland Ellis                                              | 3:14         |
| 8.  | «Boys»                                                                              | Andress Cass Lowe Jerker Hansson Ari Leff Emily Warren Michael Pollack | 2:43         |
| 9.  | «Bad Advice»                                                                        | Andress Southerland Moore                                              | 3:27         |
| 10. | «Waste of Lime»                                                                     | Andress Shane McAnally Ellis Southerland                               | 3:08         |
| 11. | «Life of the Party»                                                                 | Andress Wu Thomas                                                      | 2:56         |
| 12. | «The Stranger»                                                                      | Andress Lafferty                                                       | 3:12         |
| 13. | «More Hearts Than Mine» (с Karen Fairchild и Kimberly Schlapman из Little Big Town) | Andress Ellis Southerland                                              | 3:56         |

## Позиции в чартах
| Чарт (2020)                              | Высшая позиция |
| ---------------------------------------- | -------------- |
| Канада (Canadian Albums Chart)           | 91             |
| Шотландия (Scottish Albums Chart)        | 47             |
| Великобритания (UK Country Albums Chart) | 4              |
| США (Billboard 200)                      | 90             |
| США (Billboard Top Country Albums)       | 9              |